# Rex (cognomen)
Rex ("koning") was het cognomen van een tak van de gens Marcia, die hun afkomst terugvoerden op Ancus Marcius, de vierde legendarische koning van Rome.
- Quintus Marcius Rex, overgrootvader van Julius Caesar langs moederszijde
- Quintus Marcius Rex, diens zoon